# Astracantha rubens
Astracantha rubens är en ärtväxtart som först beskrevs av Boris Fedtjenko och N.A. Ivanova, och fick sitt nu gällande namn av Dieter Podlech. Astracantha rubens ingår i släktet Astracantha och familjen ärtväxter. Inga underarter finns listade i Catalogue of Life.